# کولیلونگوس
کولیلونگوس (نام علمی: ') نام یک سرده از راسته رایی‌سوسماران است.